# Надропарин
Надропарин (лат. Nadroparinum? англ. Nadroparin) — напівсинтетичний препарат з групи прямих антикоагулянтів — інгібіторів фактора Х згортання крові, який застосовується парентерально (підшкірно та внутрішньовенно).

## Історія
Історія розробки надропарину тісно пов'язана з початком використання нефракціонованого гепарину в медицині. З 1976 року в лабораторії французької фірми «Choay» (яка з 1973 року стала підрозділом компанії «Sanofi») розпочались дослідження по вивченню можливості синтезу та використання в клініці низькомолекулярних гепаринів. 1978 року в лабораторії отримано перший препарат низькомолекулярного гепарину, що початково отримав кодову назву CY216, пізніше змінену на надропарин. Після тривалих клінічних досліджень надропарин допущений до клінічного використання з 1985 року. Початково препарат розповсюджувала фірма-розробник надропарину «Sanofi» під торговельною назвою «Фраксипарин», пізніше фірма-розробник передала права на препарат компанії «GlaxoSmithKline», яка й проводить подальший маркетинг препарату під цією ж торговельною маркою.

## Фармакологічні властивості
Надропарин — напівсинтетичний препарат, що за хімічним складом є низькомолекулярним гепарином, і який отримується шляхом контрольованої деполімеризації нефракціонованого гепарину, із середньою молекулярною масою 4300 дальтон. Механізм дії препарату полягає у пригніченні фактора Ха згортання крові, опосередкованого антитромбіном На відміну від нефракціонованого гепарину надропарин у меншому ступені зв'язується з тромбіном, та лише незначно впливає на агрегацію тромбоцитів. Згідно з даними останніх клінічних досліджень, до механізму дії надропарину, як і інших низькомолекулярних гепаринів, додається ще один фактор — активація інгібітора зовнішнього шляху згортання крові (так званого TFPI-фактора). Надропарин застосовується як для профілактики тромбоемболічних ускладнень, так і для лікування тромбозів та тромбоемболій, як у хірургічній та ортопедичній практиці, так і при гострому коронарному синдромі. Хоча надропарин застосовується у вигляді кальцієвої солі, його застосування не порушує метаболізм міжклітинного кальцію, та не впливає на стан судинної стінки. При проведенні клінічних досліджень встановлено, що надропарин має вищу ефективність та безпечність, а також його застосування більш клініко-економічно обґрунтоване в порівнянні з нефракціонованим гепарином; та має практично рівнозначну ефективність із еноксапарином при практично рівнозначних економічних затратах на їх застосування при однаковій кількості побічних ефектів (при клінічних дослідженнях еноксапарин був дещо дорожчий за надропарин, та при застосуванні надропарину була незначно виражена більша ефективність у профілактиці тромбозів по кількох показниках).

### Фармакодинаміка
Після підшкірного введення надропарин швидко всмоктується та розподіляється в організмі. Біодоступність препарату становить при підшкірному введенні 88 %, при внутрішньовенному застосуванні 100 %. Максимальна концентрація в крові надропарину досягається протягом 3—5 годин після підшкірного введення, після внутрішньовенного введення максимальна дія препарату спостерігається за 10 хвилин після ін'єкції. Препарат погано зв'язується з білками плазми крові. Даних за проникнення надропарину через плацентарний бар'єр та виділення в грудне молоко немає. Надропарин частково метаболізується у печінці. Виводиться препарат із організму із сечею. Період напіввиведення препарату після внутрішньовенного введення становить 2 години, після підшкірної ін'єкції становить 3,5 години, при нирковій недостатності цей час збільшується. Дія препарату триває близько 18 годин.

## Показання до застосування
- Надропарин рекомендовано для лікування гострого тромбозу глибоких вен, лікування гострої тромбоемболії легеневої артерії, профілактики венозних тромбоемболічних ускладнень у перед- та післяопераційному періоді, при гострому коронарному синдромі (як при нестабільній стенокардії, так і при інфаркті міокарду з підйомом сегменту ST, так і без підйому сегменту ST), для профілактики венозного тромбозу в системі екстракорпорального гемодіалізу.[1][2]
- Надропарин (фраксипарин), є засобом першої лінії для попередження тромботичних ускладнень у пацієнтів із COVID-19[9].

## Побічна дія
При застосуванні надропарину рідко, переважно у високих дозах, спостерігаються наступні побічні ефекти:
- Алергічні реакції та з боку шкірних покривів — некрози шкіри, кропив'янка, анафілактичний шок, набряк Квінке, висипання на шкірі, свербіж шкіри, геморрагії на шкірі та слизових оболонках.
- З боку системи крові та серцево-судинної системи — кровотечі та крововиливи у шкіру, м'язи та паренхіматозні органи.
- З боку інших органів та систем — пріапізм, утворення щільних вузликів та незначних гематом у місці введення.
- Зміни в лабораторних аналізах — еозинофілія, тромбоцитопенія, збільшення активності амінотрансфераз, гіперкаліємія.

## Протипокази
Надропарин протипоказаний при підвищеній чутливості до препарату; високому ризику кровотечі (у тому числі виразковій хворобі в стадії загострення, гострих кровотечах та недавно перенесеному геморагічному інсульті та травмах ЦНС із кровотечею), діабетичній ретинопатії та геморрагічній ретинопатії, при наявності індукованої гепарином тромбоцитопенії, гострому ендокардиті. З великою обережністю препарат застосовують при схильності до гіпокоагуляції та тромбоцитопенії, люмбальній пункції та гіперкаліємії. Не рекомендовано застосування препарату при вагітності та годуванні грудьми, разом із нестероїдними протизапальними препаратами, саліцилатами та інгібіторів агрегації тромбоцитів, а також у дитячому віці.

## Форми випуску
Надропарин випускається у вигляді ампул по 0,3 мл (2850 ОД); 0,4 мл (3800 ОД); 0,6 мл (5700 ОД); 0,8 мл (7600 ОД); 0,6 мл (11400 ОД); 1 мл (19000 ОД); 0,8 мл (15200 ОД) та 1,0 мл (9500 ОД).

## Синоніми
Фраксипарин, Надропарин, Fraxiparine Forte